# Péninsule inférieure du Michigan
 (juin 2017).
Si vous disposez d'ouvrages ou d'articles de référence ou si vous connaissez des sites web de qualité traitant du thème abordé ici, merci de compléter l'article en donnant les références utiles à sa vérifiabilité et en les liant à la section « Notes et références ».

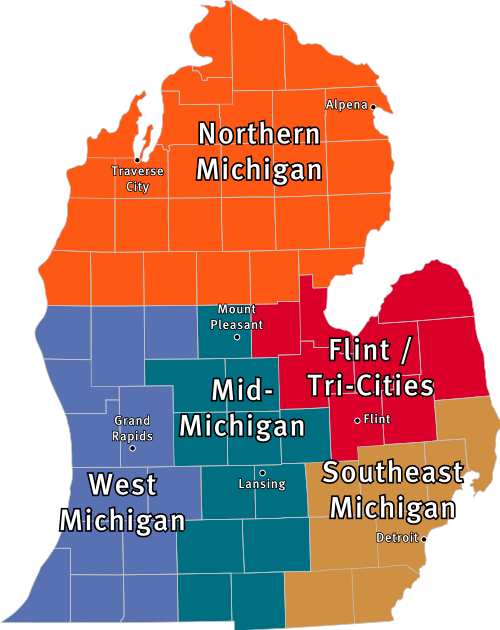
Péninsule inférieure du Michigan.

La péninsule inférieure du Michigan (Lower Peninsula en anglais) ou Michigan inférieure, est l'une des deux grandes péninsules qui composent l’État du Michigan aux États-Unis (l’autre est la péninsule supérieure).

## Description
La péninsule a une forme reconnaissable que beaucoup de gens associent à une moufle (ou mitaine). Plusieurs mythes folkloriques de création de la région se basent sur cette ressemblance, comme celui qui fait de la péninsule une copie de la main de Paul Bunyan, un bûcheron géant et le personnage favori du folklore du Michigan. De même, lorsqu’on leur demande d’où ils viennent, les habitants de la péninsule tendent leur main et la désignent.
La péninsule regroupe plus de 9 500 000 habitants, soit 97 % de la population du Michigan, concentrée dans la moitié méridionale de la péninsule.
Les plus grandes villes de l’État, dont Détroit, Grand Rapids, Flint, Lansing, Battle Creek et Ann Arbor s'y trouvent.
La moitié septentrionale, couverte de forêts denses, est peu peuplée. Elle possède une faune abondante, dont les ours noirs, les cerfs de Virginie (chevreuils), les castors, les coyotes, les mouffettes, et une grande variété d'oiseaux.

### Régions
Ainsi, on divise traditionnellement la péninsule en 5 régions principales :
- Central Michigan (appelée aussi Mid-Michigan)
- Flint/Tri-Cities
- Northern Michigan
- Southeast Michigan
- West Michigan

## Histoire
En 1795, un partenariat composé de William Robertson, Ebenezer Allen (en) et Charles Whitney du Vermont, Robert Randal (en) de Philadelphie, John Askin (en) et plusieurs autres sujets britannique de Détroit, œuvre à planifier l'achat de la basse péninsule du Michigan pour le compte du gouvernement des États-Unis.